# Compuesto policíclico
Un compuesto policíclico es, en química orgánica, un compuesto cíclico con más de un ciclo hidrocarbonado. El término generalmente incluye todos los compuestos aromáticos policíclicos incluyendo los hidrocarburos aromáticos policíclicos, los compuestos aromáticos heterocíclicos con azufre, nitrógeno, oxígeno u otros átomos aparte del carbono y derivados sustitutos de estos.
Existen diversos sistemas que incluyen a varios ciclos dispuestos en distintos tipos de arreglo:
- Sistemas con puentes
- Sistemas fusionados
- Sistemas espiro
- Asambleas
- Ciclofanos